# Personnages de Lancedragon
 (septembre 2024).
Si vous disposez d'ouvrages ou d'articles de référence ou si vous connaissez des sites web de qualité traitant du thème abordé ici, merci de compléter l'article en donnant les références utiles à sa vérifiabilité et en les liant à la section « Notes et références ».
Les personnages de l'univers de Lancedragon (en anglais Dragonlance) apparaissent sur les différents supports de cet univers : les scénarios du jeu de rôle Donjons et Dragons, la saga littéraire comptant plusieurs centaines de romans, ainsi que les adaptations en comics, film d'animation et divers produits dérivés.

## Les mortels

### Héros originaux de la Lance

#### Tanis Demi-elfe
Fils bâtard d'une princesse elfe, fils adoptif du roi du Qualinesti, chef des compagnons : Tanis (son vrai nom est Tanthalas, mais très peu de gens l'utilisent) est né d'une mère elfe violée par un soldat humain. Il a grandi au royaume elfe de Qualinesti, mais ne s'y est jamais senti à sa place et est bientôt parti à l'aventure. Tanis est le chef plus ou moins officiel des héros de la trilogie d'origine. C'est lui qui - avec l'aide de Raistlin - abattra Ariakas, le général de toutes les armées de Takhisis. Tanis a des sentiments passionnés pour Kitiara au début du cycle, mais il renoncera finalement à elle et épousera Laurana. Ils auront ensemble un fils, Gilthas.

#### Caramon Majere
Fort et doux, sous la coupe de son frère jumeau Raistlin : Caramon est le frère jumeau de Raistlin et le demi-frère de Kitiara. C'est un guerrier d'une force physique exceptionnelle. Caramon est d'un naturel jovial et généreux. Bien qu'il ne soit pas stupide, il ne réfléchit pas toujours suffisamment. Il se montre extraordinairement protecteur vis-à-vis de Raistlin, qui ne lui en est guère reconnaissant pour autant. La relation entre les jumeaux est ambiguë et il est souvent difficile de dire lequel des deux a le plus besoin de l'autre. Caramon nouera rapidement une relation romantique avec Tika, mais la présence de son frère y fera d'abord obstacle. Lorsque Raistlin aura abandonné Caramon, ce dernier épousera Tika, mais il sombrera vite dans la dépression et l'alcoolisme. Ce n'est que lorsqu'il sera forcé de faire obstacle aux plans maléfiques de son frère qu'il trouvera enfin l'équilibre dont il avait besoin. Caramon et Tika auront trois fils, mais les deux premiers seront tués par des chevaliers de Takhisis, immédiatement avant le début de "Dragons d'une Flamme d'Eté". Le troisième, Palin, sera l'un des personnages principaux du roman en question. Caramon décédera de mort naturelle, au tout début de la guerre des âmes.

#### Raistlin Majere
Magicien cynique et puissant, façonné par une épreuve qui l'a privé de santé mais doté d'un immense pouvoir, jumeau de Caramon : Raistlin manifeste dès son plus jeune âge une intelligence exceptionnelle ainsi qu'une grande capacité d'apprentissage. À force d'efforts, il maîtrise rapidement les bases de la magie. Il passe très tôt le Test de Haute Sorcellerie, une épreuve dangereuse que doivent tenter tous les magiciens avant de pouvoir progresser dans leur art. Mais le Test a des effets dévastateurs sur lui : sa peau devient dorée, ses yeux prennent la forme de sabliers qui ne voient plus que la lente progression vers la mort de tous les êtres vivants, et sa santé se dégrade énormément. Mais surtout, afin de survivre au Test, Raistlin doit conclure un pacte avec Fistandantilus, un sorcier maléfique mort depuis longtemps. Après avoir passé le Test, Raistlin rejoindra l'ordre des Robes Rouges (les magiciens neutres, à égale distance du bien et du mal). Il apportera son aide aux autres héros, malgré la méfiance de certains d'entre eux, tels que Sturm de Lumlane.et Flint. Il finira cependant par se ranger du côté du mal, acquérant par la même occasion des pouvoirs considérables, mais il trahira Takhisis en permettant la fermeture du portail qui lui donnait accès au monde de Krynn. Raistlin tentera plus tard de remplacer les dieux, mais son frère Caramon le convaincra d'y renoncer et Raistlin se laissera tuer par Takhisis. Ce sacrifice lui évitera les tourments éternels que la déesse maléfique lui avait promis. Raistlin se manifestera à plusieurs reprises dans des livres ultérieurs, privé de sa puissante magie, mais jamais de son intelligence. Il est ainsi au cœur du processus de redécouverte de Krynn, retrouvant la trace du kender voyageur temporel Tass grâce auquel il retrouve le chemin de Krynn et le montre aux dieux. Pour tout cela, il peut, in fine, poursuivre son chemin vers un autre monde.

#### Sturm de Lumlane
Fils d'un chevalier solmanique, plus noble que tous les autres chevaliers alors qu'il n'est pas encore adoubé : Sturm est le fils d'un chevalier de Solamnia. Ses parents sont morts alors qu'il était encore jeune et son héritage a été dispersé. Sturm consacre sa vie à devenir lui-même chevalier et à rétablir l'honneur de sa famille. Fortement attiré par Kitiara, Sturm finit par succomber à ses charmes, mais l'incompatibilité de leurs caractères empêche une véritable relation de se nouer entre eux. Sans que Sturm ne le sache, Kitiara aura un fils de lui : Steel, qui est l'un des principaux personnages de Dragons d'une Flamme d'Eté. Au cours de la Guerre de la Lance, Sturm finit par être acceptée dans la chevalerie solamnique, mais il entre vite en conflit avec sa doctrine excessivement rigide. Sturm finit par se sacrifier pour retarder l'assaut de trois dragons contre une place forte solamnique. Le code d'honneur et les exploits de Sturm le situent dans la lignée des personnages de chevaliers du mythe arthurien.

#### Lunedor
Princesse barbare païenne qui va découvrir la Foi en une vraie déesse : Lunedor (Goldmoon en VO) est la fille du chef d'une tribu barbare des plaines d'Abanasinia : les Que-Shu. Pour conquérir sa main, Rivebise - membre de la même tribu mais d'extraction beaucoup plus basse - a été sommé par le père de Lunedor de rapporter une preuve de l'existence des dieux. Rivebise, après une longue absence, rapporta un bâton de cristal bleu mais ne sut pas démontrer son pouvoir. Alors que les membres de la tribu commençaient à le lapider, Lunedor le rejoignit sous les pierres et le bâton les téléporta en sécurité. Lunedor et Rivebise rejoignirent ensuite Tanis et ses compagnons et retournèrent explorer les ruines où Rivebise avait découvert le bâton de cristal bleu. Ils y trouvèrent des textes sacrés rapportant l'existence des dieux du bien. Lunedor devint alors une prêtresse de Mishakal, la déesse de la guérison. Elle épousera Rivebise peu après et ils auront plusieurs enfants. Lunedor mourra très âgée, au cours de la "Guerre des Ames", ayant rejeté l'offre de servir Takhisis.

#### Rivebise
Pasteur qui par amour pour Lunedor redécouvre les anciens dieux : Rivebise (Riverwind en VO) est à l'origine de toute l'histoire puisque c'est lui qui ramène le bâton de cristal bleu, le premier indice de l'existence de véritables dieux. Il ne gardera cependant qu'un souvenir très confus de l'expérience. Bien que Lunedor et lui soient amoureux l'un de l'autre, des conflits viendront perturber leur relation au cours du premier roman. Par la suite, sans pour autant disparaître, les deux personnages joueront un rôle moins important. Rivebise sera tué par Malystrix, un gigantesque dragon rouge apparu après la Guerre du Chaos.

#### Tasslehoff Raclepieds
Naïf, curieux, et complètement kleptomane : Tasslehoff est un kender. Les kenders sont une race humanoïde de petite taille, dotés d'une irrésistible curiosité et d'une forte tendance à la kleptomanie. Tasslehoff est avant tout un personnage comique, mais son rôle dans la série ne se limite pas à cela. Il connaît un nombre d'aventures particulièrement élevé et c'est l'un des personnages les plus récurrents de Lancedragon. Tasslehoff se sacrifiera pour permettre d'emprisonner le Chaos. L'usage d'un instrument de voyage temporel lui permettra cependant d'apparaître au cours de la Guerre des Ames - guerre pendant laquelle il est, à son tour, la personne la plus recherchée d'Ansalonie : Takhisis, Palin ou encore Béryl essayeront de le capturer, mais ce sera de son propre chef qu'il retournera dans le passé afin de boucler la boucle et de permettre aux dieux de retrouver Krynn.

#### Flint Forgefeu
Nain des collines, exilé volontaire, figure paternelle du groupe : Flint est un nain d'un certain âge. Il râle souvent (les auteurs le présentent parfois comme "irascible").
Avec Tanis, il est à l'origine du petit groupe d'aventuriers qui affronteront Takhisis lors de la trilogie d'origine. Flint joue assez rarement un rôle important. Dans "Dragons of Dwarven Depths", c'est cependant lui qui récupère le Marteau de Kharas. Flint décède d'une crise cardiaque peu de temps avant la fin de la Guerre de la Lance.

#### Gilthanas Kanan
Prince elfe Qualinesti, frère de Laurana, guerrier et magicien à ses heures, héros de la nation Qualinesti, au destin tragique
Gilthanas est le fils de l'Orateur du soleil (dirigeant) du royaume elfe de Qualinesti et le frère de Laurana. C'est un magicien mineur, qui développera cependant des talents de sorcier importants pendant l'ère des mortels. Gilthanas connaît bien Tanis, mais ses préjugés racistes rendent leur relations tendues. S'il tombe amoureux de la belle Silvara, il tombe des nues et la rejette quand il apprend qu'elle est en fait un dragon d'argent !
C'est pourtant leurs liens et leurs actions communes qui finiront par permettent à la fois la découverte du funeste destin des œufs des dragons, et la libération des dragons du bien de leur pacte avec la Reine des Ténèbres. Dès leur entrée en guerre, Silvara et Gilthanas participeront activement aux combats.
Après la guerre, Gilthanas est fait prisonnier avec son frère Porthios alors qu'ils venaient de libérer Silvanesti du Cauchemar de Lorac. Contrairement à Porthios, il n'est libéré que bien après la fin de la guerre du Chaos. S'ensuit un périple pendant lequel il cherche Silvara dans toute l'Ansalonie où il finit capturé par des minotaures et emprisonné dans une geôle du dragon Khelendros. Il ne doit sa survie qu'à l'intervention des Héros du Cœur. Il se joint à eux et retrouve la trace de Silvara, désormais cachée sous la forme d'une femme chevalier de Solamnie.
S'ils participent tous deux à l'épopée qui voit échouer les rêves d'ascension à la divinité de Malys, Gilthanas se retrouve bien malgré lui au service de Frost, dernier grand seigneur dragon, qui le force à renier tous ses principes pour que survive Silvara, prisonnière de Frost... Alors que tout semble perdu, c'est son sacrifice final sera sa rédemption et qui marquera la chute de Frost.

#### Laurananthalasa Kanandite Laurana
Princesse elfe, qui révèlera sous sa douceur le caractère d'un général : Laurana (son vrai nom n'est presque jamais utilisée) est une princesse elfe d'une beauté exceptionnelle. Elle a grandi avec Tanis et lui voue un amour assez immature, qui la poussera à le suivre en secret lorsqu'ils se rencontreront au début de la trilogie d'origine. Au fil des dangers et des aventures, Laurana grandira en maturité et deviendra l'une des principales figures de l'alliance formée contre les armées de Takhisis. Sa relation avec Tanis évoluera de façon prolongée, mais ils finiront par se marier. Ils auront un enfant, Gilthas, qui finira par devenir Orateur des Soleils et des Etoiles. Après la mort de Tanis, Laurana se consacrera à son fils, Gilthas, devenu le nouvel Orateur des Soleils (roi) du Qualinesti. Reine mère, elle mènera la rébellion face aux chevaliers noirs de Néraka, puis face aux troupes de Béryl. Liée d'une relation amoureuse que chacun tait, c'est avec le général des forces nérakienne qu'elle meurt, en affrontant depuis la tour du Soleil le dragon vert Beryllinthranox. Si son corps repose désormais dans le lac maudit qu'est devenu Qualinost, son âme a rejoint celle de son époux et de ses amis dans un autre monde.

#### Tika Waylan
Ingénue au grand cœur : Tika est une orpheline devenue serveuse dans une auberge. Bien qu'elle soit plus jeune, elle connaît Tanis et ses compagnons et sera amenée à les accompagner par la force des circonstances. Tika et Caramon tomberont amoureux l'un de l'autre et finiront par se marier. Mère de cinq enfants, elle perdra ses deux fils aînés lors de la guerre du Chaos. Pendant le début de l'ère des mortels, elle dirige avec ses filles l'Auberge. Elle décède de cause naturelle un an avant la guerre des âmes.

#### Elistan
Élu du dieu suprême du bien, Paladine : Ancien prêtre païen du culte des Chercheurs (Seekers), Elistan est guéri d'un cancer par Lunedor et ravive le culte de Paladine en Ansalonie. Il meurt juste avant l'attaque de Palanthas mené par Kitiara et Sire Sobert après la Guerre de la Lance.

#### Alhana Brisétoile
Princesse elfe Silvanesti qui tombe amoureuse de Sturm:  Fille du Roi Lorac l'Orateur des Étoiles du Silvanesti, Alhana aidera les compagnons pendant la guerre de la lance. Hautaine et froide au début, elle tombera amoureuse de Sturm de Lumlame à qui elle fera cadeau d'un bijou elfique. Plus tard elle se mariera avec Porthios le fils ainé de l'Orateur du Soleil du Qualinesti pour rapprocher les deux nations elfiques. Elle donnera naissance à un fils, Silvanoshei qui plus tard jouera à son tour un rôle dans la grande aventure de lancedragon.

### Seconde génération

#### Gilthas Pathfinder
Orateur du Soleil et des Etoiles
Fils des héros Laurana et Tanis, Gilthas a été nommé ainsi en mémoire de son oncle Gilthanas, alors disparu. Sang-mêlé d'humain et d'elfe, doté d'une mauvaise santé et accablé par des migraines que même les prêtresses de Mishakal ne peuvent guérir, Gilthas rêve de vivre des aventures comme ses parents - qui l'en empêchent justement. Profitant d'une invitation à visiter la nation de ses ancêtres, le Qualinesti, Gilthas s'enfuit du château parental de Solanthus. Il vient alors de tomber dans un piège tendu par un sénateur Qualinesti et un général Silvanesti, orchestré par Dalamar le Noir, qui commettent bien malgré Gilthas deux coups d'État - en renversant Alhana Brisétoile, oratrice des Etoiles, et Porthios Kanan, orateur du Soleil, mariés et attendant leur premier enfant. Cet enfant aurait alors été héritier des deux nations, les réunifiant de facto sous sa couronne.
Devenu roi fantoche sous le contrôle du sénateur Rashas, Gilthas ne se satisfait pas de cette position. Accompagné de sa mère, venue au Qualinesti et restée sur place à la suite du décès de Tanis, d'un fidèle valet (Planchet) et de celle qui devient son épouse secrète, La Lionne, Gilthanas œuvre en secret pour que les elfes se libère du joug opressant tout d'abord des chevaliers de Néraka puis de Béryl, seigneur dragon.
Ayant, grâce à Palin Majere, compris qu'il fallait que les elfes quittent le Qualinesti, d'une façon ou d'une autre, il noue un contact avec Tarn Bellowgranite, haut roi de Thorbardin afin de créer une série de tunnels sous Qualinost, la capitale. Ceux-ci permettent d'évacuer la majeure partie de la population elfe - mais lors de la bataille de Qualinost contre la terrible Béryl, ces tunnels seront aussi le cercueil de nombreux elfes, nains et humains défendant la ville contre le dragon qui s'effondre et détruit alors la capitale.
Ayant perdu sa mère lors de la bataille, Gilthas conduit, au travers du désert, le peuple Qualinesti jusqu'au Silvanesti où il pense pouvoir trouver refuge. Là, ils sont rejoints par les réfugiés Silvanesti, fuyant l'invasion minotaure de leur grande nation. À la tête désormais des deux nations avec l'aide d'Alhana, Gilthas dirige les elfes vers Sanxion, n'échappant à la mort sous le coup d'une armée d'ogres menée par les puissants titans, que grâce à l'intervention des dragons d'or et d'argent. Une fois arrivés à Sanxion, alors que les elfes se déchirent pour savoir que faire (essayer de reconquérir Silvanesti ? continuer à fuir ?) Gilthas apprend comme les autres elfes le retour des dieux et la mort de son cousin Silvanoshei. La reine mère Silvanesti, Alhana, décide alors de confier à son neveu Gilthas la couronne du Silvanesti. De par son mariage avec La Lionne, Gilthas devient alors Gilthas Pathfinder, Orateur du Soleil et des Étoiles, c'est-à-dire chef en titre des trois nations Kagonesti, Qualinesti et Silvanesti.
Ayant réussi à atteindre Khur, les elfes essaient de trouver une porte de sortie. Les évènements liés à la rébellion des tribus Khur contre le grand Kahn de Khur forcent les elfes à chercher un nouveau territoire. À nouveau, Gilthas mène la nation elfique vers ce nouveau territoire, et ce au prix d'une relation très tendue avec son épouse Kérianlanse. Quelques mois après l'installation en ce nouveau territoire, Kérian donne naissance à un héritier.

#### Palin Majere
Maire de Solace
Palin est le troisième fils, après Tanin et Sturm. Nommé d'après le dieu suprême du Bien, Palin est un magicien né, comme son oncle, au contraire de ses deux aînés, plus portés sur l'art de la guerre. Il sent le poids de sa ressemblance avec son oncle Raistlin dans l'attitude de ses parents vis-à-vis de sa magie - ses parents se voilant la face et ne la considérant que comme un passe temps. C'est par ruse que Dalamar le Noir permet à Palin de passer son Epreuve, au bout de laquelle il est devenu mage de haute Sorcellerie, portant les Robes Blanches. C'est aussi juste après son épreuve, où il s'est vu mourir sous les coups (magiques) de Raistlin en défendant le monde, que Palin se voit confier le Bâton de Magius.
Palin est un des héros principaux de la Guerre du Chaos avec celle qui deviendra son épouse, Usha et son cousin, Steel de Lumelame. Pendant le dernier combat, il fait preuve d'une puissance magique formidable pour son âge - mais une fois la bataille finie, il est privé de tout pouvoir. Si Raistlin lui apprend que Usha n'est pas sa cousine, Fizban (alors avatar de Takhisis et non de Paladine), lui apprend que les dieux ont fui pour protéger Krynn et qu'il lui faudra rechercher une nouvelle mais fondamentale sorcellerie.
Devenu maître de l'ordre blanc puis haut mage, sans que cela ne veuille plus dire grand-chose, Palin forme le Dernier Conclave avec le Maître de la Tour (un avatar de la Tour de Wayreth elle-même) et le mystérieux Sorcier de l'ombre, qui n'est autre qu'un nouvel avatar de Takhisis. Après cela, il développe une nouvelle académie de Sorcellerie, basée à Solace, qui enseigne à ceux qui le peuvent à manier l'énergie fondamentale de la création - cette même magie qui faillit détruire le monde lors de la seconde guerre entre dragons et elfes.
Quand la source de magie se tarit, volée par les âmes des morts aux commandes de Takhisis, Palin est enlevé par les chevaliers de Néraka, sous les ordres du dragon vert Béryl. Ne leur ayant rien apporté, il retourne chez lui.
Quand commence la guerre des âmes, ses relations avec son épouse, Usha, et ses enfants, Ulin (lui même sorcier) et Linsha (chevalier de la Rose), se sont envenimées. Pris malgré lui dans les évènements, il se retrouve avec Dalamar à espionner Mina lorsqu'elle leur apprend, indirectement que Takhisis est l'Unique et qu'elle a volé Krynn aux yeux et à la barbe des autres dieux lors de la bataille contre le Chaos. Pour cela, Mina les tue tous les deux et les mène, sous forme de zombies, jusqu'à Sanxion où Palin, à l'aide du dragon d'argent Miroir détruit le pilier magique source de puissance de Takhisis. Dalamar "tue" alors l'âme de Palin.
Le retour des dieux est aussi celui de Solinari, Lunitari et Nuitari. Ceux-ci redonnent la vie à Dalamar et Palin. Constatant, comme Raistlin avant lui, que la magie est une drogue qui l'a privé de sa famille, Palin y renonce et fini par retourner à Solace dont il est élu maire. Il a par la suite un rôle mineur dans l'histoire.

#### Steel de Lumlane
Héros tragique de la guerre du chaos
Fils bâtard de Kitiara Uth Matar et Sturm de Lumelane, Steel a été enrôlé très jeune par Ariakan dans son ordre de chevalerie.
Si sa nourrice et mère adoptive Sarah Dunstan l'a accompagné, elle ne lui a révélé son origine que lorsqu'elle a réussi à lui faire rencontré son oncle Caramon et l'ancien amant de sa mère, Tanis. Après avoir visité le mausolée de son père sous la tour du haut clerc, il a reçu de celui-ci l'épée Lumelame et le pendentif silvanesti cadeau d'Alhana Brisétoile - le joyau stellaire. Ayant réussi à s'enfuir du site solamnique, Steel a été adoubé par la haute prêtresse de Takhisis malgré ses réticences - il a l'esprit attiré par Takhisis mais son cœur ne lui appartient pas. Tiraillé par les fantômes représentant ses deux parents, Steel ne sait qu'une chose : qu'il doit être fidèle à son idéal.
C'est à cette fidélité qu'il est confronté lors de la guerre du chaos où il doit accompagner son cousin Palin à la Tour de Palanthas et entrer dans les abysses... S'il n'y parvient pas, il risque sa tête. Il prend part à l'attaque de la tout du Haut Clerc et ne doit sa survie qu'à l'intervention de Tanis, qui y perd la sienne. Sauvé un peu plus tard par le retour de Palin, Steel est malgré tout laissé de côté des choses à venir lors de l'attaque des dragons de feu et des troupes du Chaos. Son groupe, dragons bleus et hommes, est le seul survivant de l'armée de Takhisis - alors que la déesse elle-même a fui. Se joignant aux derniers solamniques qu'ils avaient pourtant tenu prisonniers, les deux troupes, armées de Lancedragon, partent à l'attaque de Chaos et entrent dans les enfers créés par ce dernier.
Steel meurt peu après la fin de cette bataille, après avoir aidé son cousin Palin à attaquer Chaos, faisant suffisamment distraction pour que le petit couteau du kender Tass permette enfin de venir à bout de Chaos. Sa dépouille, son arme et le joyau sont confiés au tombeau des derniers héros, à Solace.

#### Sara Dunstan
Sara Dunstan est la mère adoptive de Steel de Lumlane.
La vie de Sara avant Steel :
Sara Dunstan vivait dans un petit village non loin de Palanthas, en Solamnie. Ses parents sont morts au cours d'une épidémie lorsqu'elle avait une vingtaine d'années, la laissant seule et simple tisserande dans un manoir. Sara n'est pas mariée, et est déjà traitée de "vieille fille". Environ cinq ans avant la guerre de la Lance, une jeune femme frappe à la porte de son manoir, puis s'évanouit dès que Sara ouvre la porte. Cette femme se révèle être Kitiara Uth Matar, qui est enceinte. Quelques mois plus tard, après être passée non-loin de la mort, Kitiara donne naissance à Steel; là encore, après deux jours de travail, elle manque de mourir, et préfère dire à Sara les origines du bébé : Steel est le fils de Sturm de Lumlane, que Kitiara s'est amusée à charmer lors d'un voyage commun en Solamnie (Steel ne saura l'identité de son père que tardivement). Kitiara partira six semaines après la naissance de Steel, en promettant de lui envoyer des cadeaux et de revenir le chercher lorsqu'il sera plus grand.
La vie de Sara avec Steel :
Sara élève Steel comme son propre fils; elle décide de partir du village dans lequel elle vivait, déclarant à Caramon Majere dans le tome Deuxième Génération, que "les soldats qui passaient chez nous étaient des mercenaires. [...] Je craignais qu'ils influencent Steel dans le mauvais sens.". Les deux s'installent donc à Palanthas, où, durant la guerre de la Lance, ils sont protégées contre les armées de Takhisis. Après la guerre, Sara craint que Kitiara ne revienne chercher son fils, mais ses craintes se révèlent infondées; Kitiara a en effet un nouvel amant à l'image de Dalamar, elfe noir et apprenti de Raistlin Majere. Kitiara succombera quelque temps plus tard, et Sara confiera, toujours à Caramon, qu'elle pensait Steel en sécurité avec la mort de la mère de ce dernier. Cependant, une nuit où Steel avait douze ans, les troupes du général Ariakan viennent chercher Steel pour faire de lui un chevalier de Takhisis; Sara devient la maîtresse d'Akarian pour pouvoir rester avec son fils.

### Les ennemis

#### Kitiara Uth Matar
Mercenaire sans Foi ni loi, au cœur de pierre
Kitiara est la (demi-)sœur aînée de Raistlin et Caramon, qu'elle a grandement contribué à éduquer avant de se tourner vers une vie d'aventure.
Sensuelle et sauvage, Kitiara a eu des aventures avec Tanis, Sturm (dont elle apporté le fils, Steel) et, plus tard, Dalamar, l'apprenti de Raistlin. Elle est même parvenu à éveiller de la passion dans l'âme du chevalier mort-vivant Sire Sobert (Lord Soth en VO).
Poussée par son ambition, Kitiara a rejoint le camp de Takhisis et s'est rapidement retrouvée à la tête de son armée "bleue", la deuxième plus puissante. Elle s'est alors liée avec le dragon bleu Khellendros le Navigateur aussi appelé Skie. Après la fin de la Guerre de la Lance, presque tout ce qui restait des armées maléfiques s'est retrouvé sous son commandement.
Lorsque Raistlin a tenté de remplacer les dieux, Kitiara a tenté de lui prêter main-forte mais s'est heurtée à Dalamar, qui l'a mortellement blessée. Son corps a alors été emporté par Lord Soth. Soth et Khellendros ont par la suite essayé de lui redonner vie sans succès - l'un s'est retrouvé perdu dans les brumes, l'autre dans "le gris", un espace interdimensionnel où il a vieilli de manière extrêmement rapide pour en ressortir grand dracosire (la plus haute catégorie de dragon).

#### Ariakas
Empereur des Dragons auto-proclamé
Ariakas, chef guerrier, magicien des robes noires renégat, a été choisi par Takhisis comme chef de ses armées pour ce qui deviendra la Guerre de la Lance.
C'est un génie militaire qui sait user à la fois de ses talents de guerrier, de magicien (renégat, il tire ses pouvoirs de Takhisis comme les futures Robes Grises de Neraka) et de tacticien. C'est ainsi lui qui a l'idée de créer les draconiens, troupes qui se révèlent efficaces mais trop indépendante - il décide d'en détruire les souches femelles. Il est aussi responsable de la (ré)utilisation des forteresses volantes, telle celle utilisée par Kitiara pour faire tomber Kalaman.
Surpuissant, mais condamné par son aspect maléfique, il ne fait confiance à personne, surtout pas à ses officiers, notamment les Seigneurs des Dragons Kitiara, Lucien ou Salah. Et il a raison : c'est la trahison de Raistlin, alors porteur des Robes Noires, qui permet à Tanis de le tuer [Dragons d'une Aube de Printemps].
Ariakas est le père d'Ariakan [Seconde Génération, Dragons d'une Flamme d'Eté], fondateur des chevaliers de Takhisis (plus tard chevaliers de Néraka).

#### Verminaard
Seigneur Dragon Rouge, prêtre zélé de Takhisis
Verminaard est le fils bâtard d'un solamnique, d'où son nom.
À la suite d'un « échange », il entre en contact avec Ember, alors sous forme humaine, qui sera sa monture draconique. Se voyant révélé le secret du retour de la Reine des Ténèbres, il en devient l'un des seigneurs dragons, prenant à son compte l'aile rouge.
Attaquant l'Abanasinie, il se rend compte du potentiel des reliques placées à Xak-Tsaroth, le bâton de cristal bleu et les disques de Mishakal, et ordonne au dragon noir Khisanth, de le protéger. Quand celle-ci échoue (et meurt) et que Lunedor et les compagnons s'enfuient, il continue l'attaque sur l'Abanasinie, le Qualinesti et Thorbardin, mais tente par tous les moyens d'empêcher la nouvelle du retour des dieux du bien de se répandre.
Alors que les compagnons ont envahi "sa" forteresse, Pax Tharkas, pour en libérer les esclaves et offrir du temps au peuple Qualinesti pour s'enfuir en Ergoth du Sud, Verminaard, trop sûr de lui, essaie d'affronter les héros mais il est vaincu par Lunedor, soutenue par Paladine et Mishakal, qui font fuir Takhisis et laisse Verminaard sans protection.
Apparemment décédé, Verminaard réapparait par la suite :
- dans les romans, alors que Verminaard est bel et bien décédé, un draconien Aurak essaie de le remplacer (en prenant son apparence) mais est démasqué lors de l'épopée de la reconquête du marteau de Kharas ;
- dans le jeu de rôle, il n'est pas mort mais a été abandonné par Takhisis il refait surface, en tant que mercenaire du côté de la mer de Sang d'Istar, et sous le nom de Sevil Draan Irmev (Verminaard Lives, à l'envers). Il tente de nuire autant que possible à son ancien "serviteur", Lord Toede. On ne sait pas ce qu'il est advenu de lui après la première mort de Toede.

#### Lord Toede
Fils bien-aimé de Takhisis
C'est ce qu'il aimerait ben faire croire. Toede (qu'on pourrait traduire en Crapot) est un hobgobelin qui n'a qu'un talent dans la vie : la survie.
Il survit ainsi à ses redoutables échecs en tant que larbin de Verminaard, puis en tant que Seigneur des Dragons par intérim de l'armée rouge.
S'il meurt (tué par un dragon noir, piégé par des kenders !) alors qu'il est Seigneur des Dragons Blancs (après la mort de Feal-Thas), il est ramené à la vie par des démons qui veulent voir si un tel être peut devenir noble.
Il devient, essentiellement, immortel, mais sans jeunesse éternelle, il se rabougrit d'année en année. Il est encore, selon la chronologie actuelle, vivant et même maire de sa ville !

### Tantôt ami, tantôt ennemi

#### Dalamar le Noir
Apprenti puis Chef des Robes Noires
Elfe Silvanesti banni, donc devenu elfe noir, magicien des Robes Noirs, Dalamar a été le fidèle apprenti de Raistlin avant de se retourner contre lui pour défendre les Ordres de Magie et le monde de Krynn du la destruction. Il l'espionait pour le compte du Conclave. Mais son Shalafi, son maître, le savait très bien et le blessa. Raistlin mit sa main sur sa poitrine, laissant cinq empreintes de doigts sanglantes qui ne disparaîtraient jamais.
Devenu gardien de la tour de Palanthas, puis Chef des Robes Noires, puis Haut Mage, chef du Conclave, Dalamar est l'un des plus puissants magiciens vivants.
Peu de temps avant la guerre du Chaos, Dalamar a participé à l'assaut de la tour des Robes Grises dont il est un des survivants, contrairement à son prédécesseur Haut Mage, Justarius. Dalamar participe aussi (contre un séjour au Silvanesti) au complot qui a placé Gilthas sur le trône de Qualinesti. Pendant la guerre, il se retrouve avec d'autres magiciens à combattre les créatures du Chaos, et cette expérience le fait vieillir bien avant l'heure.
Si ce n'était sa trahison aux dieux de la magie (personnifiée en Palin) et son alliance avec Takhisis à la fin de la guerre des âmes, il serait peut-être encore Haut Mage, position qu'il a perdue au profit de Jenna des Robes rouges. En même temps, il a été interdit d'accès à la Tour de Palanthas quand les dieux sont revenus et lui ont malgré tout rendu la vie.
Il a depuis eu pour tâche avec Jenna de reconstruire les trois Ordres, de trouver un successeur à Palin pour celui des Robes Blanches, et plus récemment de gérer la crise survenue à la révélation de la réparation de la Tour d'Istar.

## Dieux et Immortels

### Dieux du Bien

#### Fizban le Fabuleux
Magicien sénile ou divinité sous couvert d'humanité ? : Personnage aux antipodes d'un Gandalf sage et puissants, Fizban reste un guide malgré ses imprudences. Il se révèle être en réalité l'incarnation humaine de Paladine, Dieu suprême du Bien, et Fizban devint le nom qu'on lui donna chez les kenders, grâce à Tass,. On le croisera également dans Les portes de la mort sous le nom de Nabzif.

### Dieux de la Neutralité

#### Astinus de Palanthas
"L'immortel": Astinus est le chroniqueur de la vie de Krynn, éternel scribe qui relate tout ce qui se passe sur le continent voire la planète aidé du globe de vision des évènements actuels que lui a confectionné le Maître du Passé et du Présent (Fistandantilus ou Raistlin Majere, selon...). Imperturbable de manière générale, il est choqué uniquement par les évènements qui ont changé le cours du flot temporel - comme le voyage dans le temps de Caramon et Tass qui lui apportent un volume qu'il n'a pas encore rédigé. Neutre, il reste cependant ancré dans l'histoire, et ne fait la plupart du temps qu'expliciter les réponses aux questions qu'on lui apporte et qu'on connaît déjà. Fils de Gilean, comme Sebastian le Saltimbanque, beaucoup le prennent pour un aspect (avatar) du dieu. Il a disparu de Krynn à la fin de la guerre du Chaos.

#### Sebastius le Saltimbanque
Maître de sa troupe : peu de choses sont connues de Sebastian, en dehors de sa filiation et du fait qu'il soit le frère d'Astinus [Players of Gilean, anthologie de nouvelles]. Il est l'aspect dynamique de la personnalité de Gilean, là où Astinus est la partie scolaire. Tout comme Astinus, il est plutôt intéressé par faire resortir des gens ce qu'ils savent ou peuvent déjà faire d'eux-mêmes.

### Dieux du Mal

#### Takhisis
"Le dragons de toutes les couleurs et d'aucune, le chevalier des ténèbres, la tentatrice noire" : Reine des Ténèbres, créatrice du monde, Takhisis est la chef des divinités du mal. Compagne de Paladine au début des temps, l'acte de trahison que fut la corruption des cinq premiers dragons, explicita son passage du côté des forces du mal, tel Ionthas (Chaos) avant elle. Elle incarne le Mal ultime sur Krynn et constitue l'ennemie principale des personnages principaux. Avec son prince Consort, Sargonnas, dieu de la violence naturelle et de la vengeance, ils ont deux enfants : Zeboïm, la reine des mers et des tempêtes, et Nuitari, dieu de la magie noire et du secret. Takhisis est la principale instigatrice de toutes les grandes guerres de Krynn, dont elle veut s'emparer. Sa dernière idée, le vol de Krynn lors de la phase finale de la guerre du Chaos, lui a valu, lors de la guerre des âmes, de perdre son statut divin et de mourir transpercée par une Lancedragon.

### Mina
Divinité du bien pervertie par Takhisis qui lui fit croire qu'elle était mortelle. Après la découverte qu'elle est une déesse, Mina devint la "Déesse des Pleurs", une divinité de la neutralité.